# مسابقات جهانی قهرمانی قنادی تیمی
مسابقات جهانی قهرمانی قنادی تیمی (به انگلیسی: (WPTC (World Pastry Team Championship) یکی از مسابقه‌های در زمینه شیرینی‌جات در سطح بین‌المللی است که در آن دست‌اندرکاران قنادی در زمینهٔ مهارت‌های حرفه‌ای در درست کردن شیرینی به سبک غربی و صنعت شیرینی‌پزی به رقابت می‌پردازند. این مسابقه هر دو سال یکبار در شهر لاس وگاس در کشور آمریکا برپا می‌شود. این مسابقه برای اولین بار در سال ۲۰۰۲ میلادی انجام شد. سابقهٔ برگزاری این مسابقه چندان طولانی نیست اما در حال حاضر در کنار جام جهانی قنادی که در کشور فرانسه برپا می‌شود، به عنوان دو مسابقهٔ برتر در سطح جهانی مطرح‌است. هر بار از هر کشور یک گروه ۳ نفری در این مسابقه شرکت کرده و به مدت ۱۳ ساعت در طی ۲ روز با دیگر شرکت‌کنندگان به رقابت می‌پردازد. قسمت‌های مسابقه عبارتند از: هنر آبنبات‌سازی، هنر شکلات‌سازی، دسر، پتی گاد Petit Gateau نوعی شیرینی تَر کوچک (سه نوع)، entremets glacé دسر یخی، دسر در داخل بشقاب Assiette Dessert، شکلات بون بون Bonbon (سه نوع).

## برندگان
- ۲۰۰۲:آمریکا
- ۲۰۰۴:آمریکا
- ۲۰۰۶:فرانسه
- ۲۰۰۸:آمریکا
- ۲۰۱۰:ژاپن
- ۲۰۱۲:ژاپن[۲] در سال ۲۰۱۲ این مسابقه با شرکت ۷ گروه از کشورهای ژاپن، آمریکا، هلند، چین، مکزیک، کره جنوبی و مراکش برگزار شد. کشور ژاپن توانست با کسب ۱۱۴۳ امتیاز به مقام اول برسد. آمریکا نیز با کسب ۱۱۳۱ امتیاز دوم شد.[۱]